# La Huizachera
La Huizachera är en ort i Mexiko.   Den ligger i kommunen San Lucas och delstaten Michoacán de Ocampo, i den södra delen av landet, 200 km sydväst om huvudstaden Mexico City. La Huizachera ligger 249 meter över havet och antalet invånare är 411.
Terrängen runt La Huizachera är kuperad åt nordväst, men åt sydost är den platt. Runt La Huizachera är det ganska glesbefolkat, med 34 invånare per kvadratkilometer. Närmaste större samhälle är Ciudad Altamirano, 3,6 km söder om La Huizachera. Omgivningarna runt La Huizachera är en mosaik av jordbruksmark och naturlig växtlighet.